# وست لوینگتون، ویلتشر
وست لوینگتون (به انگلیسی: West Lavington) یک روستا و محله مدنی در بریتانیا (پادشاهی متحد بریتانیای کبیر و ایرلند شمالی) است که در ویلتشر واقع شده‌است. وست لوینگتون ۱٬۵۰۲ نفر جمعیت دارد.